# Agrochola pistacinoides
Agrochola pistacinoides är en fjärilsart som beskrevs av D'aubuisson 1867. Agrochola pistacinoides ingår i släktet Agrochola och familjen nattflyn. Inga underarter finns listade i Catalogue of Life.